# Bretagne Classic Ouest-France
Bretagne Classic Ouest-France, tidigare Grand Prix de Plouay (till 1988) och GP Ouest-France (1989-2015), är ett cykellopp som årligen avgörs på sensommaren. Tävlingsbanan är baserad runt den lilla staden Plouay i Bretagne. Tävlingen startade 1931 med namnet Grand Prix de Plouay. Mellan 2005 och 2010 var det en deltävling i UCI ProTour och sedan 2011 är det en deltävling i UCI World Tour.
Främst franska cyklister har vunnit tävlingen. Den första icke-franska cyklisten som vann tävlingen var nederländaren Frits Pirard 1979. Sean Kelly vann tävlingen 1984.
Sedan 2002 arrangeras det även en tävling för damer. 2022 bytte damernas tävling namn till Classic Lorient Agglomération.

## Segrare

### Herrar
- 2024  Marc Hirschi
- 2023  Valentin Madouas
- 2022  Wout van Aert
- 2021  Benoît Cosnefroy
- 2020  Michael Matthews
- 2019  Sep Vanmarcke
- 2018  Oliver Naesen
- 2017  Elia Viviani
- 2016  Oliver Naesen
- 2015  Alexander Kristoff
- 2014  Sylvain Chavanel
- 2013  Filippo Pozzato
- 2012  Edvald Boasson Hagen
- 2011  Grega Bole
- 2010  Matthew Goss
- 2009  Simon Gerrans
- 2008  Pierrick Fédrigo
- 2007  Thomas Voeckler
- 2006  Vincenzo Nibali
- 2005  George Hincapie
- 2004  Didier Rous
- 2003  Andy Flickinger
- 2002  Jeremy Hunt
- 2001  Nico Mattan
- 2000  Michele Bartoli
- 1999  Christophe Mengin
- 1998  Pascal Hervé
- 1997  Andrea Ferrigato
- 1996  Frank Vandenbroucke
- 1995  Rolf Järmann
- 1994  Andrei Tchmil
- 1993  Thierry Claveyrolat
- 1992  Ronan Pensec
- 1991  Armand de Las Cuevas
- 1990  Bruno Cornillet
- 1989  Jean-Claude Colotti
- 1988  Luc Leblanc
- 1987  Gilbert Duclos-Lassalle
- 1986  Martial Gayant
- 1985  Eric Guyot
- 1984  Sean Kelly
- 1983  Pierre Bazzo
- 1982  Francis Castaing
- 1981  Gilbert Duclos-Lassalle
- 1980  Patrick Friou
- 1979  Frits Pirard
- 1978  Pierre-Raymond Villemiane
- 1977  Jacques Bossis
- 1976  Jacques Bossis
- 1975  Cyrille Guimard
- 1974  Raymond Martin
- 1973  Jean-Claude Largeau
- 1972  Robert Bouloux
- 1971  Jean-Pierre Danguillaume
- 1970  Jean Marcarini
- 1969  Jean Jourden
- 1968  Jean Jourden
- 1967  François Hamon
- 1966  Claude Mazeaud
- 1965  François Goasduff
- 1964  Jean Bourlès
- 1963  Fernand Picot
- 1962  Jean Gainche
- 1961  Fernand Picot
- 1960  Hubert Ferrer
- 1959  Emmanuel Crenn
- 1958  Jean Gainche
- 1957  Isaac Vitré
- 1956  Valentin Huot
- 1955  Jean Petitjean
- 1954  Ugo Anzile
- 1953  Serge Blusson
- 1952  Émile Guérinel
- 1951  Émile Guérinel
- 1950  Armand Audaire
- 1949  Armand Audaire
- 1948  Éloi Tassin
- 1947  Raymond Louviot
- 1946  Ange Le Strat
- 1945  Éloi Tassin
- 1939–44 Ingen start
- 1938  Pierre Cloarec
- 1937  Jean-Marie Goasmat
- 1936  Pierre Cogan
- 1935  Jean Le Dily
- 1934  Lucien Tulot
- 1933  Philippe Bono
- 1932  Philippe Bono
- 1931  François Favé

### Damer
- 2024  Mischa Bredewold
- 2023  Mischa Bredewold
- 2022  Mavi García
- 2021  Elisa Longo Borghini
- 2020  Lizzie Deignan
- 2019  Anna Van der Breggen
- 2018  Amy Pieters
- 2017  Lizzie Deignan
- 2016  Eugenia Bujak
- 2015  Lizzie Armitstead
- 2014  Lucinda Brand
- 2013  Marianne Vos
- 2012  Marianne Vos
- 2011  Annemiek van Vleuten
- 2010  Emma Pooley
- 2009  Emma Pooley
- 2008  Fabiana Luperini
- 2007  Noemi Cantele
- 2006  Nicole Brändli
- 2005  Noemi Cantele
- 2004  Edita Pučinskaitė
- 2003  Nicole Cooke
- 2002  Regina Schleicher